# Carex moriyoshiensis
Carex moriyoshiensis là một loài thực vật có hoa trong họ Cói. Loài này được Fujiw. & Y.Matsuda mô tả khoa học đầu tiên năm 1991.